# Genieridium bordoni
Genieridium bordoni là một loài bọ cánh cứng trong họ Bọ hung (Scarabaeidae).